# A15-ös autópálya (Olaszország)
Az A15-ös autópálya Parmát és La Speziát köti össze egymással.

## Útvonal
| PARMA - LA SPEZIA Autostrada della Cisa |                                          |       |       |       |            |
| Típus                                   | Jelzés                                   | ↓km↓  | ↑km↑  | Megye | Európai út |
|                                         | A1 (autópálya, Olaszország)              | 0,0   | 108,5 | PR    |            |
|                                         | Parma Ovest                              | 5,2   | 103   | PR    |            |
|                                         | "Medesano" pihenőhely                    | 14,7  | 94    | PR    |            |
|                                         | Fornovo                                  | 22,7  | 86    | PR    |            |
|                                         | Borgotaro                                | 42,1  | 66    | PR    |            |
|                                         | Berceto                                  | 51,0  | 57    | PR    |            |
|                                         | "Tugo" pihenőhely                        | 54,3  | 54    | PR    |            |
|                                         | "Montaio" pihenőhely                     | 65,3  | 43    | MS    |            |
|                                         | Pontremoli                               | 74,6  | 34    | MS    |            |
|                                         | "San Benedetto" pihenőhely               | 79,8  | 28    | MS    |            |
|                                         | Aulla                                    | 91,4  | 17    | MS    |            |
|                                         | Genova - Livorno                         | 100,7 | 8     | SP    |            |
|                                         | Barriera La Spezia                       | 101,6 | 7     | SP    |            |
|                                         | Diramazione Santo Stefano di Magra       | 101,9 | 6     | SP    |            |
|                                         | Vezzano Ligure                           | 103,2 | 5     | SP    |            |
|                                         | "Melara" pihenőhely csak Parma irányában | 106,1 | 2     | SP    |            |
|                                         | Lerici - Porto                           | 107,6 | 1     | SP    |            |
|                                         | La Spezia - Via Giosuè Carducci          | 108,5 | 0     | SP    |            |

## Fordítás
- Ez a szócikk részben vagy egészben  az   Autostrada A15 című olasz Wikipédia-szócikk fordításán alapul.  Az eredeti cikk szerkesztőit annak laptörténete sorolja fel. Ez a jelzés csupán a megfogalmazás eredetét és a szerzői jogokat jelzi, nem szolgál a cikkben szereplő információk forrásmegjelöléseként.